# Ponikve (Ogulin)
 Ponikve  falu Horvátországban, Károlyváros megyében. Közigazgatásilag Ogulinhoz tartozik.

## Fekvése
Károlyvárostól 28 km-re délnyugatra, községközpontjától 12 km-re északra fekszik. A község legészakibb faluja. Településrészei Busići, Divići, Donji Lalići, Ivkovići, Jurjevići, Kušići, Lalići, Maljužići, Medari, Pavlovići, Polje, Veljačići és Vidnjevići. Néhány közülük már lakatlan. Ide tartozik még Šimrakovica – Brdarica erdei telep is.

## Története
A település határait még 1654-ben jelölte ki Frangepán György károlyvárosi parancsnokhelyettes, amikor döntött a jadrčiak és ponikveiek közötti határ, egyúttal a polgári Horvátország és a katonai határőrvidék határának kérdésében. Ez a határ lett később az Ogulini járás, majd Ogulin város közigazgatási határa is. A település első írásos említése 1658-ban történt. Lakói a hódoltsági területekről bevándorolt pravoszláv szerbek voltak, akik 1812-ben felépítették az Úr Színeváltozása tiszteletére szentelt templomukat, mely hamarosan a vidék pravoszláv hitéletének központja lett. Az itteni parókia egészen a második világháborúig zavartalanul működött. A háború alatti üldöztetések, majd az ezt követő kommunista uralom nem tette lehetővé a szabad vallásgyakorlást. A templom állaga egyre inkább romlott. 1992-ben a délszláv háború idején a mindvégig horvát területen maradt faluból a papnak is menekülnie kellett. Végül 1997-ben történhetett meg a torony, a tető, a homlokzat és a belső tér megújítása.
A falunak 1857-ben 758, 1910-ben 832 lakosa volt. Trianonig Modrus-Fiume vármegye Ogulini járásához tartozott. 2011-ben a falunak 97 lakosa volt.

## Lakosság
| Lakosság változása | Lakosság változása | Lakosság változása | Lakosság változása | Lakosság változása | Lakosság változása | Lakosság változása | Lakosság változása | Lakosság változása | Lakosság változása | Lakosság változása | Lakosság változása | Lakosság változása | Lakosság változása | Lakosság változása | Lakosság változása |
| ------------------ | ------------------ | ------------------ | ------------------ | ------------------ | ------------------ | ------------------ | ------------------ | ------------------ | ------------------ | ------------------ | ------------------ | ------------------ | ------------------ | ------------------ | ------------------ |
| 1857               | 1869               | 1880               | 1890               | 1900               | 1910               | 1921               | 1931               | 1948               | 1953               | 1961               | 1971               | 1981               | 1991               | 2001               | 2011               |
| 758                | 909                | 946                | 911                | 795                | 832                | 760                | 799                | 695                | 648                | 483                | 406                | 292                | 179                | 159                | 97                 |

## Nevezetességei
- Urunk Színeváltozása tiszteletére szentelt pravoszláv temploma 1812-ben épült. 1997-ben megújították.
- A falu legfőbb látnivalója a Kuštrovka-barlang, mely tágas termeiről és nagy cseppköveiről nevezetes.
- A falu végén kis tó található, amely valójában egy mély karsztvíz forrás.